# Robert Ford Jr.
Robert «Rocky» Ford Jr. (Harlem, 30 de junio de 1949 - 19 de mayo de 2020) fue un periodista y productor discográfico estadounidense. Mientras trabajaba para Billboard en 1978, Ford escribió el primer artículo sobre hip-hop que apareció en una publicación importante. Dejó Billboard un año después para convertirse en productor discográfico y compositor, coescribiendo y coproduciendo muchos temas de Kurtis Blow, incluido «The Breaks». Ford también ha sido acreditado como mentor por el empresario Russell Simmons.

## Primeros años de vida
Robert Ford Jr. nació en Harlem, Manhattan el 30 de junio de 1949. Sus padres solían tocar discos de blues, jazz y R&B mientras él estaba en casa. Posteriormente, su familia se mudó a St. Albans, Queens. Ford se graduó en la escuela secundaria Andrew Jackson, donde se hizo amigo de Larry Smith y asistió brevemente al Queensborough Community College.

## Periodismo
Ford comenzó su carrera en el periodismo trabajando como director de producción para Forbes y Billboard. Con el tiempo se convirtió en periodista de esta última revista, escribiendo principalmente sobre música disco. En 1978, Ford viajó a El Bronx para descubrir por qué ciertos discos oscuros de R&B de repente tenían una gran demanda en una popular tienda de discos de la zona. Se reunió con DJ Kool Herc y se enteró de que los DJ estaban comprando estos discos para repetir breves breaks de batería en las canciones. El 1 de julio de ese año, Billboard publicó su artículo sobre el viaje, titulado «B-Beats Bombarding Bronx: Mobile DJ Starts Something With Oldie R&B Disks», que ahora se considera ampliamente como el primer artículo sobre hip-hop en una publicación importante. En mayo de 1979, Ford publicó «Jive Talking N.Y. DJs Rapping Away in Black Discos», que se centraba en DJ como Eddie Cheeba, DJ Hollywood, Kurtis Blow y Lovebug Starski que rapeaban mientras tocaban discos.
También fue a finales de la década de 1970 que Ford ayudó al entonces aspirante a escritor Nelson George a conseguir una pasantía en Billboard.

## Composición y producción discográfica
Ford dejó Billboard en 1979 para concentrarse en escribir y producir la canción «Christmas Rappin'» con su excompañero de trabajo J. B. Moore. El dúo decidió regalarle la canción al rapero Kurtis Blow, a quien Ford conoció mientras trabajaba en su artículo «Jive Talking N.Y. DJs...». La canción fue lanzada por Mercury Records en diciembre de 1979 con gran éxito, lo que provocó que Blow firmara un contrato con el sello. También en 1979, Ford conoció al rapero Joseph Simmons, quien luego le presentó a su hermano mayor, Russell. Ford comenzó a llevar a Russell a eventos de la industria, lo animó a convertirse en productor discográfico y animó a Blow a contratar a Russell como mánager. Ford, Moore, Smith y Russell Simmons coprodujeron la siguiente canción de Blow, «The Breaks», que se convirtió en el primer sencillo de hip-hop en obtener la certificación de oro de la RIAA.
A finales de la década de 1980, Ford se convirtió en vicepresidente de Rush Communications. Más tarde fundó su propia empresa de gestión que ayudó a lanzar el grupo de R&B Hi-Five.

## Vida personal
Ford se casó con Linda Medley en 1998 y tuvo dos hijos.

## Muerte y legado
Ford murió en Brooklyn el 19 de mayo de 2020. Recibió obituarios en The New York Times, Pitchfork y Billboard, y este último publicó múltiples retrospectivas sobre sus reportajes. Blow dijo sobre Ford: «Él me enseñó a ser un hombre. Yo era muy tímido; él me sacó de eso y me convirtió en este increíble intérprete»; Russell Simmons dijo que Ford «le enseñó el valor de vender la verdad».

## Discografía de producción selecta
- Deuce (1981) - Kurtis Blow
- Rappin' Rodney (1983) - Rodney Dangerfield
- Ego Trip (1984) - Kurtis Blow
- Full Force (1985) - Full Force
- Full Force Get Busy 1 Time! (1986) - Full Force